# Администрация культурного имущества (Республика Корея)
Администрация культурного имущества или Администрация культурного наследия является агентством правительства Южной Кореи, которое отвечает за сохранность ключевых аспектов корейского культурного наследия. Ранее  находилось в ведении Министерства культуры и туризма, но было возведено в ранг на уровне замминистра в 1999 году. Основная задача ведомства заключается в выявлении национальных сокровищ Южной Кореи и передаче их в управление и защиту в соответствии с Законом о защите культурного имущества (1962). Подлежащие вышесказанному можно разделить на четыре основные категории: материальные культурные ценности, включая национальные сокровища и драгоценности, в том числе памятники и исторические достопримечательности, исторические места и живописные районы, природные памятники, важный фольклорный материал (не категоризованный) и важное нематериальное культурное имущество.
Ведомство официально учреждено в 1961 году, но берёт начало в экс Администрации Королевского имущества, созданного в ноябре 1945 года в начале американского военного правления.